# Lingeka
Lingeka è una circoscrizione rurale (rural ward) della Tanzania situata nel distretto di Meatu, regione del Simiyu. Conta una popolazione di 6 803 abitanti (censimento 2012).